# Swerford
 (octobre 2023).
Swerford est une paroisse civile et un village de l'Oxfordshire, en Angleterre.